# Eagletown
Eagletown – jednostka osadnicza w Stanach Zjednoczonych, w stanie Oklahoma, w hrabstwie McCurtain.